# Árpád-házi Szent Erzsébet

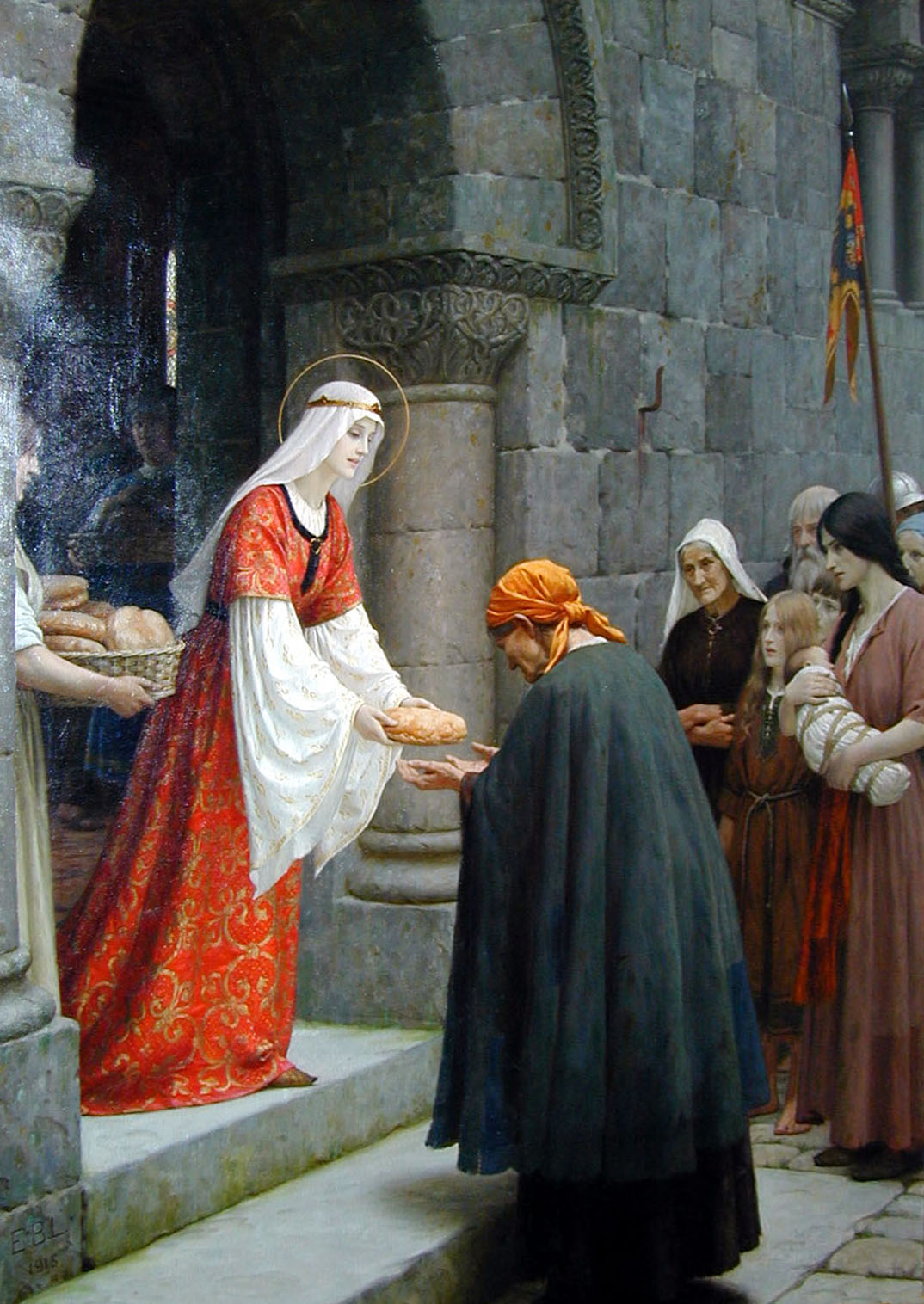
Edmund Blair Leighton: Árpád-házi Szent Erzsébet kenyeret oszt a szegényeknek

Árpád-házi Szent Erzsébet (Magyarországi Szent Erzsébet, német nyelvterületen gyakorta Türingiai Szent Erzsébet) (Sárospatak vagy Pozsony, 1207. július 7. – Marburg, 1231. november 17.) II. András magyar király és Merániai Gertrúd lánya. Születési dátuma – az évszámtól eltekintve – feltehetően nem pontos, hiszen bátyja, IV. Béla 1206 novemberében – egyes források szerint 29-én – született.

## Szent Erzsébet élete
Szent Erzsébet 1207-ben született Sárospatakon. (Azonban ez a kérdés biztonsággal még nem tisztázott, Pozsony és Óbuda is a lehetséges születési helyek között szerepel.)
Az öt gyermek közül Erzsébet volt a harmadik. Bátyja később IV. Béla néven lett magyar király. Budán keresztelték meg, fényes pompával. I. Hermann türingiai tartománygróf kérésére Erzsébetet a kor szokásának megfelelően négyéves korában eljegyezték Hermann-nal, a tartománygróf fiával. Erzsébet Eisenachba, majd Wartburgba került. Az irodalom- és zenekedvelő tartománygróf és buzgón vallásos felesége mellett jó nevelést kapott. 1213-ban megölték az édesanyját (a Bánk bán Gertrúd királynéja), ami után hosszú ideig rémálmai voltak. Vőlegénye, a betegeskedő Hermann 1216-ban 19 évesen meghalt, ekkor – némi politikai huzavona után – öccse, Lajos, aki Erzsébet legjobb pajtása volt, jegyezte el. Az esküvőt 1221-ben tartották Eisenachban. Erzsébet a nála 7 évvel idősebb Lajossal boldog házasságban élt. Gyermekeik Hermann (1222. március 28.), Zsófia (1224. március 20.) és Gertrúd (1227. szeptember 29.). 1222-ben „utólagos nászútra” visszalátogatott férjével Pozsonyba; csak itt tudta meg anyja meggyilkolásának tragikus történetét.
Erzsébet korán elkezdte a vezeklő életmódot: gyakran böjtölt, ostorozta magát, vezeklőövet is hordott. Éjjelente gyakran virrasztott. Első gyermekének születése után menedékhelyet alapított árva gyerekek részére, szegényeket segített. Második gyermeke születése után hálából 28 ágyas kórházat alapított, ahol maga is segített a betegápolásban.
1225-ben Lajos II. Frigyes német-római császár vazallusaként hadba indult, Erzsébet vette át a tartomány kormányzását. Az éhínségek, járványok okozta sebeket orvosolni igyekezett, kinyittatta Wartburg éléstárait, a szegényeket élelmezte. Maga is mértéktartóan élt. A családtagok aggódva nézték „pazarlását”, Lajos azonban visszatértekor mindent jóváhagyott.
II. Frigyes megkoronázásakor ígéretet tett III. Ince pápának keresztes hadjárat indítására. Ennek beváltása Lajost is érintette. Erzsébet maga varrta fel a keresztesek jelét férje ruhájára. Ettől kezdve gyászruhát hordott.
Lajos 1227. szeptember 11-én a táborban pestisben elhunyt, így 29-én született Gertrúd lányát már nem láthatta. IX. Gergely pápa levelében atyai szavakkal bátorította Erzsébetet, és az igen szigorú Konrád mestert gyóntatójává és hivatalos védelmezőjévé nevezte ki.
Lajos öccsei, Raspe Henrik és Konrád igen keményen bántak Erzsébettel. A 20 éves özvegyet megfosztották a vagyona kezelésének jogától és férje birtokainak jövedelmétől.

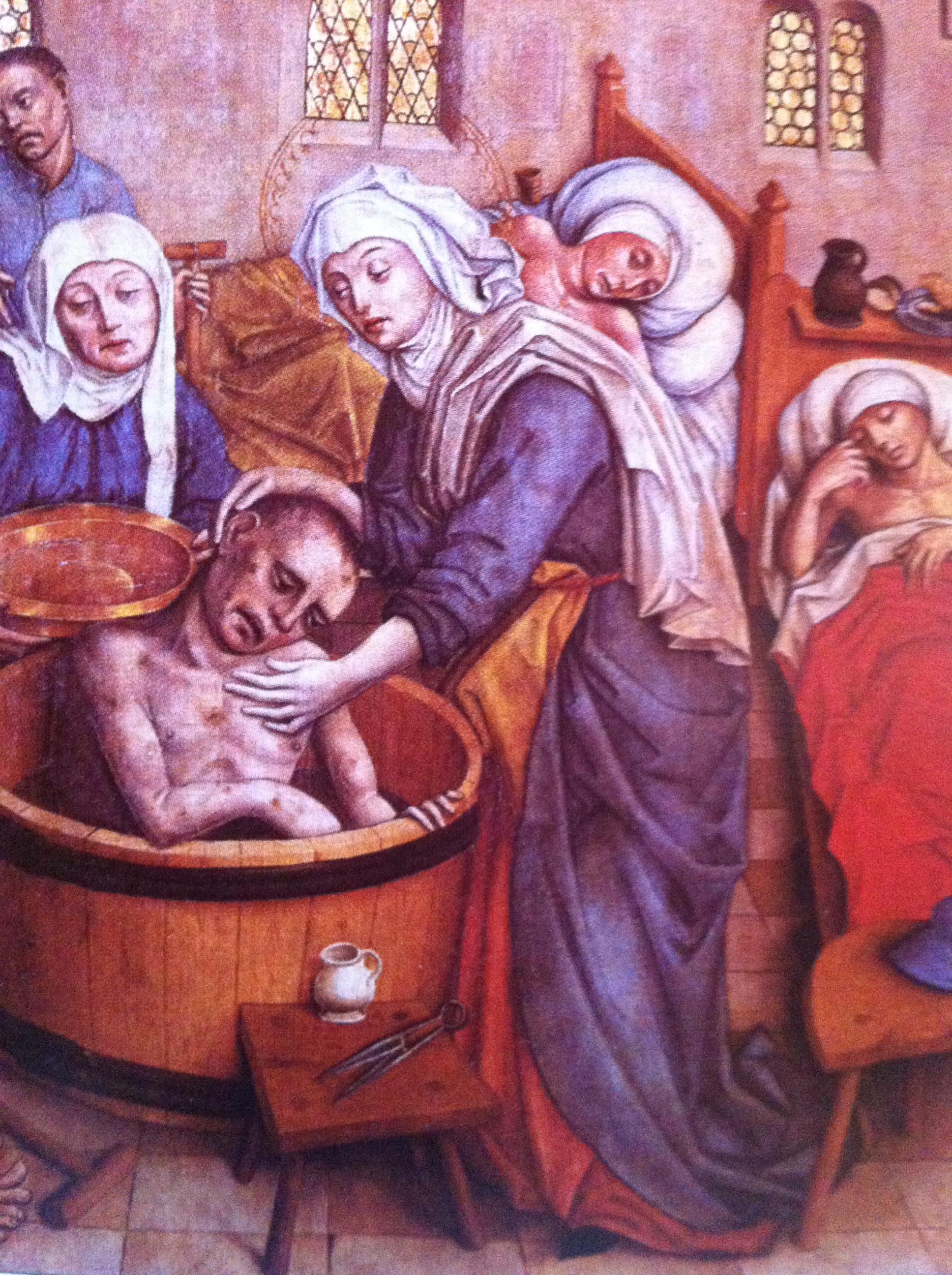
Erzsébet leprás beteget fürdet, a kassai Szent Erzsébet-dóm szárnyasoltárának szárnyain 12 képen Árpád-házi Szent Erzsébet életének eseményei láthatóak

A kialakult helyzet miatt egy októberi napon észrevétlenül elhagyta Wartburgot újszülöttjével, majd másnap két másik gyermekét is elhozatta. Fonással tartotta fenn magát, gyermekeit a megmaradt ékszereiből neveltette. Eckbert bambergi püspök befogadta Pottenstein várába, és Erzsébetnek az újraházasodást javasolta. Frigyes császár meg is kérte a kezét, ám Erzsébet nem akart újabb frigyre lépni.
Rövid időre még visszatérhetett Wartburgba, ám a család javaslatára Marburgba költözött. Assisi Szent Ferenc harmadrendjének tagja lett, ettől kezdve egyszerű szürke köntösben járt. Bár apja hívta, nem tért vissza Magyarországra gyermekei neveltetése miatt.

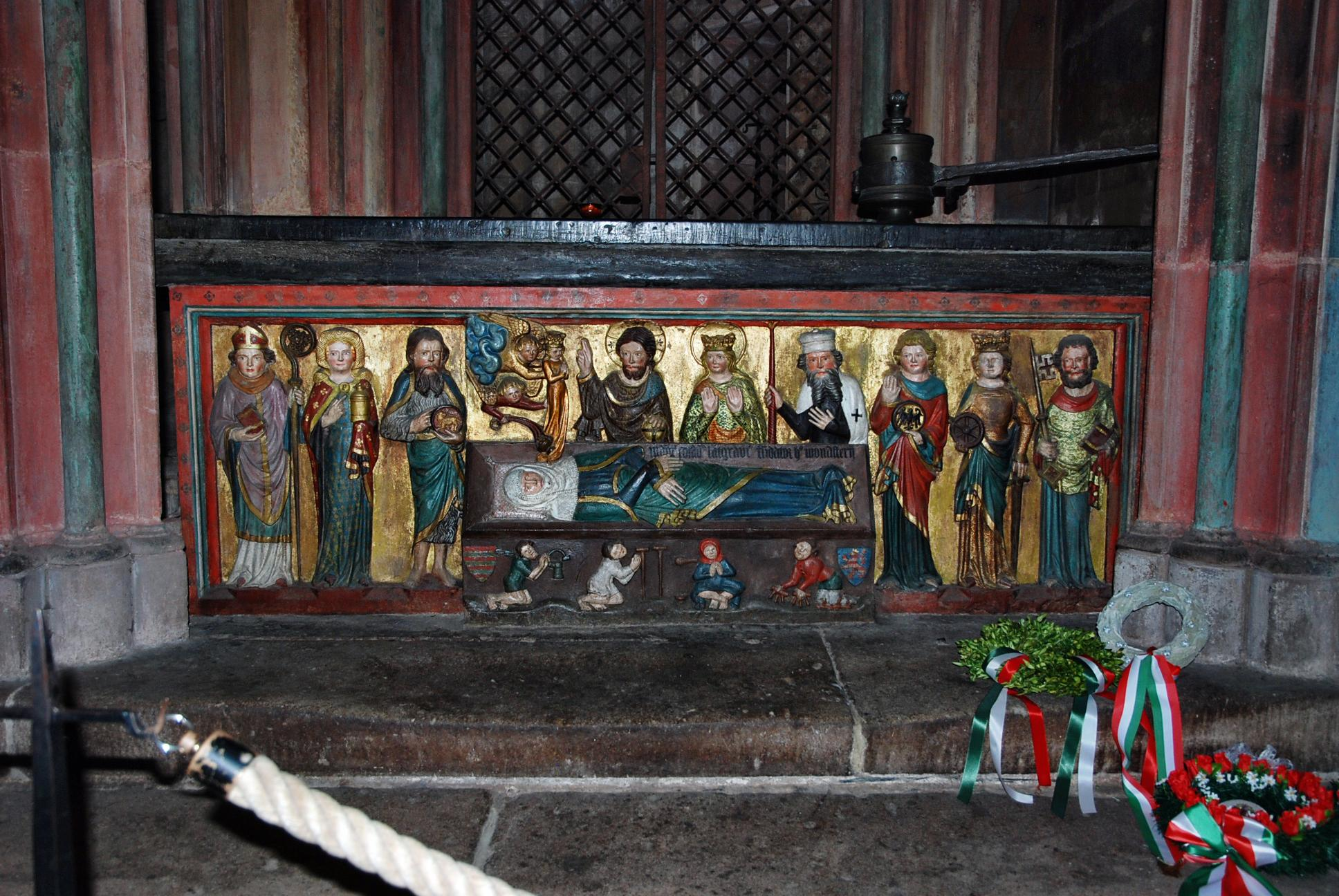
Sírhelye a marburgi Szent Erzsébet-templomban

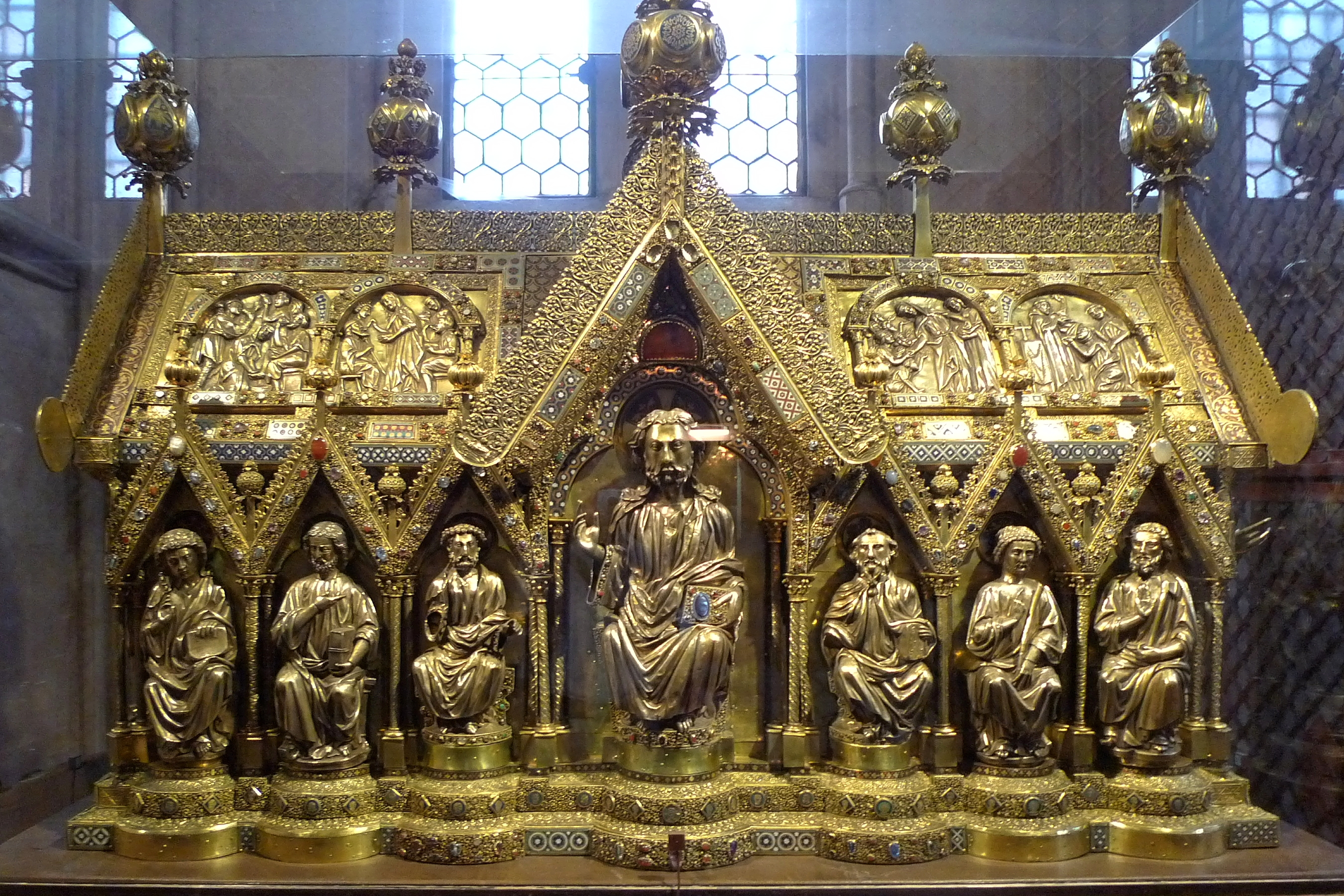
Ereklyetartója a marburgi Szent Erzsébet-templomban

Erzsébet három nappal előbb megmondta halálának idejét. Sírja mellett számos csodás esemény történt. IX. Gergely pápa avatta szentté 1235-ben ugyanott, ahol 7 évvel korábban Assisi Szent Ferencet. A szertartás a pápa prédikációjával végződött. Beszédének szövege ugyanaz lehetett, amit a pápa Kasztíliai Beatrixnek küldött az ezt követő napokban. Ebben összefoglalja Erzsébet nemes cselekedeteit és követendő példaként állítja őt Beatrix elé. Marburgi sírja fölé 1236-ban elkezdték építeni az Szent Erzsébet-templomot, mely 1283-ban készült el. Magyarországon IV. Béla, Erzsébet testvére építtette tiszteletére az első templomot Kápolnán.

## Erzsébet és a rózsák
Erzsébetet többnyire rózsákkal a kötényében, kosarában ábrázolják. Ennek eredete az a legenda, amely szerint férje halála után Erzsébet továbbra is gondoskodott a szegényekről. Egy alkalommal kenyereket vitt gondozottjainak, eközben sógorával, Henrikkel találkozott. Arra a kérdésére, hogy mit visz kosarában, Erzsébet tartva attól, hogy esetleg megtilthatják neki a jótékonykodást, így válaszolt: rózsákat. Amikor megmutatta, a kenyerek helyett (télvíz idején) illatos rózsák voltak kosarában – eszerint Isten nem akarta, hogy a szent asszony hazudjon. Más történetekben Erzsébet az apjával (3 évesen) vagy férjével találkozik.
Hasonló rózsacsoda ismert a spanyolországi Szent Kaszildához kapcsolódóan, akiről a spanyol festő, Francisco de Zurbarán festett rózsakosaras képet. Zurbarán hasonló helyzetben levő rózsakosarat ábrázolt a Portugáliai Szent Erzsébetről, Árpád-házi Szent Erzsébet másodunokahúgáról készített festményén is.
Árpád-házi Szent Erzsébetet gyakran ábrázolják még korsóval, amelyből a szegényeknek adott inni, illetve pálmaággal, amely a halál feletti győzelem jelképe.

## Emlékezete
A Marburgban lefolytatott szentté avatási per (1231–1235) aktáinak tanúsága szerint kevesebb mint öt hónap telt el Erzsébet halála és a sírjánál történt első csoda között, ami hírének gyors elterjedését bizonyítja. A csodás gyógyulásról szóló beszámolók többsége ugyan 50–100 kilométeres körzetből érkezett, de volt köztük egy utrechti, a következő évben pedig a liège-i egyházmegyéből is. A Német Lovagrend nevében Türingiai Konrád, Erzsébet sógora vállalta magára a szentté avatási ünnepség költségeit, és szintén a rend anyagi támogatásával kezdődött meg a ma is álló marburgi Szent Erzsébet-templom építése. Az ünnepélyes szentté avatásra a perugiai Domonkos-rendi kolostorban került sor 1235 pünkösdjén, majd ezt követően az Erzsébet-tisztelet elterjedt a közép-itáliai domonkosok körében. A 13. századi magyarországi és csehországi Erzsébet-kultusz is részben a domonkosokhoz köthető. V. István lánya, Mária királyné révén Erzsébet kultusza átterjedt a 14. századi Nápolyra is: valószínűleg ő volt a megrendelője a nápolyi Santa Maria Donna Reginában található, Szent Erzsébet életét bemutató falképciklusnak is.
- Ünnepét 1670-ben vették föl a római naptárba temetésének napjára, november 19-ére. Az 1969-es naptárreform alkalmával ünnepét visszatették november 17-ére, halálának napjára, Magyarországon azonban maradt az eredeti napon.
- Erzsébet tisztelete a 13. századtól nagyon gyorsan elterjedt egész Európában. Egymás után alakultak a Szent Erzsébet-kórházak, -templomok, -kápolnák és -kolostorok.
- Az egyik legismertebb Szent Erzsébet tiszteletére szentelt székesegyház a kassai Szent Erzsébet-dóm.
- A bogotai székesegyház az ő tiszteletére van szentelve.
- Párizsban a Paroisse Elisabeth-templom viseli a nevét[7]
- Londonban a Southwarki katedrális egyik kápolnája Erzsébet és Assisi Szent Ferenc nevét viseli.
- Belgiumban az első flamand beginaudvarok közvetlenül Erzsébet halála után jöttek létre, és ő lett a névadójuk illetve védőszentjük pl. Gentben, Brugge-ben. Mons-ban is van Szent Erzsébet-templom, főhajója két oldalán két hatalmas történelmi magyar zászló függ. Brüsszelben a Szent Mihály és Szent Gudula-székesegyházban egy üvegablak állít emléket neki.
- A korábbi Erzsébetfalva névadását átértelmezve 1932-ben róla nevezték el Pestszenterzsébetet, a mai Budapest XX. kerületét.
- Budapesten a VII. kerületben 1931-ben Szent Erzsébet halálának 700. évfordulóján a Szegényház teret, amelyen egy Szent Erzsébet tiszteletére emelt templom áll,[8] a szent legendája nyomán átnevezték Rózsák terére.
- 2007-ben, a Szent Erzsébet-emlékév alkalmából az esztergomi Tabán híd a Szent Erzsébet híd nevet vette fel, a városban ezen kívül egy egyházi iskola és óvoda viseli a nevét.
- A budapesti Árpád híd által kettéválasztott óbudai Szentlélek tér déli oldalát átnevezték Szent Erzsébet térre.
- Ferenc József 1898. szeptember 17-én felesége emlékére és Szent Erzsébet tiszteletére Erzsébet-rendet alapított.
- A magyar katolikus egyház Erzsébet ünnepnapjához közel eső vasárnapon minden évben gyűjtést rendez a rászorulók javára.
- Több helyütt az országban Erzsébet napja alkalmával jótékonysági bálokat rendeznek.[pontosabban?]
- Ünnepnapja alkalmából osztják ki a Szent Erzsébet Rózsája díjat
- Rómában 2000-ben aranyérmes lett Márk Gergely rózsanemesítő Árpád-házi Szent Erzsébet emléke nevű park-, illetve futórózsája
- Az ő legendáját dolgozta fel Liszt Ferenc Szent Erzsébet legendája című oratóriumában.
- Richard Wagner Tannhäuser című zenedrámájának Erzsébete is az ő emlékét őrzi.
- Életéről írt musicalt 2009-ben Andorka Péter zeneszerző Hajnal Géza szövegkönyvére, A Rózsalány címmel.
- 2021-ben Zsuffa Tünde író és Szikora Róbert zeneszerző a szent életéről szóló musicalt jelentettek be „Az Ég tartja a Földet – Erzsébet a szerelem szentje” címmel.

## Korabeli életrajzok magyar nyelven
- Karthauzi Névtelen: Dicsőséges Szent Erzsébet asszonnak innepéről; előszó, jegyz., szerk. Szigethy Gábor; Holnap, Budapest, 2000
- Magyarország virága. 13. sz.-i források Árpád-házi Szent Erzsébet életéről (Szerk. J. Horváth Tamás, Szabó Irén), Szent István Társulat, Budapest, 2001, ISBN 9789633612255, 390 o.